# کانه‌میه‌ریا

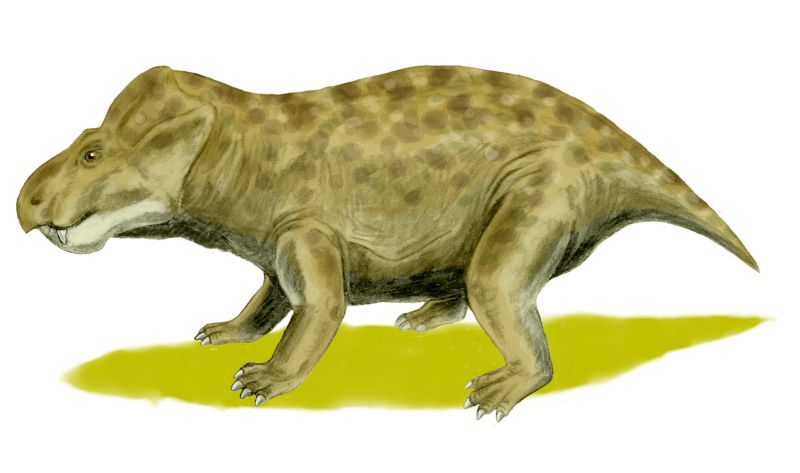

کانه‌میه‌ریا (نام علمی: Kannemeyeria) نام یک سرده از فروراسته دوسگ‌دندان است که در دوره تریاس می زیست این جانور گیاهخوار بود و حدود ۳ متر طول داشت.